# Treehouse of Horror XXIX
Treehouse of Horror XXIX, titulado La Casita del Horror XXIX en Hispanoamérica y La casa-árbol del terror XXIX en España, es el cuarto episodio de la trigésima temporada de la serie de televisión animada Los Simpson, y el episodio 643 de la serie en general. Se emitió en los Estados Unidos en Fox el 21 de octubre de 2018.

## Argumento

### Secuencia de apertura
El episodio comienza con una parodia de la novela de H. P. Lovecraft La sombra sobre Innsmouth, en esta escena Homer Simpson derrota a Cthulhu en un concurso de comer ostras. Cthulhu vomita y pregunta qué quiere Homer. Homer susurra: "Quiero comerte".
Luego vemos a Cthulhu en una olla gigante y a los Simpson (excepto Lisa) disfrutando de un perrito caliente hecho de los tentáculos de Cthulhu. Instantes después, Homer explota una de las bolsas de tinta de Cthulhu y forma con la misma el logo "Treehouse of Horror XXIX", con la cual también forman los créditos de la televisión.

### Intrusion of the Pod-y Switchers
El segmento comienza con una base submarina de Mapple, donde Steve Mobbs (en una pantalla) habla sobre el nuevo Myphone y la nueva versión no divertida de él a un público emocionado. Cuando todo el mundo está al teléfono, el poco divertido Steve se revela como una planta alienígena en una misión. Ahora en el planeta de las plantas, disparan esporas a la Tierra (yendo justo al lado de la nave Planet Xpress de "Futurama"), con un paño que diga "TRAER FUTURAMA" y luego ser volado por The Orville). En Springfield, cada uno se convierte en una versión vegetal de sí mismo. Dice que esto es un homenaje a la película "La invasión de los ladrones de cuerpos", mientras que la película en sí misma fue una estafa de "La cosa de otro mundo". Cuando la versión en planta de Comic Book Guy dice "pad," Milhouse y Bart se asustan y huyen. La Gente de las Plantas ve a los ciudadanos con vainas (productos Mapple) y les pregunta dónde las encontraron. Bart dice que lo encontraron bajo el árbol de Navidad.

### Multiplisa-ty
Después de una pijamada en casa de Milhouse, Milhouse, Nelson, y Bart se encuentran en una celda, repentinamente liberados por Penélope, la que los atrapó en ella. Penélope, que en realidad es Lisa con múltiples personalidades -- similar al personaje de James McAvoy (Kevin Wendell Crumb) de Fragmentado - actuando de manera extraña, los vuelve a encerrar después de que no piden una repetición de su actuación.
Lisa ataca y mata a Milhouse y Nelson, antes de que Bart le pregunte qué le sucedió, y Lisa le cuenta la historia: Bart agarró el examen de ortografía de Lisa, cambiando sus respuestas, burlándose de Miss Hoover y dándole una F. Lisa tiene un último cambio y le da a Bart una última oportunidad de salvarse y se redime, salvándose de ser asesinado por la basura, mientras que Milhouse se transformó en un "chico del periódico".

### Geriatric Park
En una parodia de Jurassic Park, el Sr. Burns abre una casa de retiro con temas jurásicos, un parque lleno de ancianos rejuvenecidos que mezclan su ADN con el de los dinosaurios". Lleva a los ciudadanos de Springfield al parque, mostrándoles la nueva "casa de retiro". Al principio todos son humanos, sanos y se sienten jóvenes de nuevo, con una fuerza increíble también. Una vez que Homer sube la temperatura después de que el Abuelo se queja de que la temperatura es demasiado fría con Homero también citando "No estoy leyendo, estoy de vacaciones." después de ver la señal de advertencia, se transforman en versiones de dinosaurios de sí mismos.
Los visitantes y el Sr. Burns, matan a los ancianos, Agnes Skinner como un Ludodactylus, come del brazo del Director Skinner, Jasper como un Dilophosaurus le arranca la cabeza a Kirk Van Houten, y la familia Simpson están amenazadas por el abuelo y Jacqueline Bouvier (convertidos en un Indominus rex y un Parasaurolophus respectivamente). Lisa se enfrenta valientemente al abuelo y descubre que todos ellos sólo necesitan ser apreciados y respetados. Al final, los Simpson escapan vivos e ilesos, aunque su helicóptero está siendo pilotado por la transformada Agnes.

## Recepción
Dennis Perkins de The A.V. Club dio al episodio una clasificación en C+, afirmando: "Es tentador después de una salida tan tonta como ésta decir que es hora de enterrar el concepto de Treehouse of Horror como una decepción anual innecesaria. Pero entonces tendrías que decir que de la serie en sí, lo cual, vale, algunos de vosotros lo hacéis. Yo mantendría que el papel de "Los Simpson", de décadas de duración, de "no tan bueno como solía ser" saco de boxeo, podría ser revertido con un poco de sangre creativa nueva en la forma de esos escritores criados en "Los Simpson" que no quieren nada mejor que devolverle la vida al monstruo de la comedia pesada. Pero, a medida que el programa avanza, parece que eso es lo único a lo que le temen los que están a cargo de la empresa en ruinas".
Tony Sokol de Den of Geek le dio al episodio 3 de 5 puntos, declarando: "En última instancia, esta es una decepcionante entrega de Halloween, aunque no de forma horripilante. Confiamos en que las historias de "Los Simpson" sean el punto culminante de cualquier temporada. Siempre han sido clásicos inmediatos. Pero "XXIX" sólo es tibio. La serie se ha ido acercando al lado "inteligente" del humor por encima de lo irreverentemente tonto, y las risas son cada vez más apagadas. Este episodio alberga algunas de las criaturas más grandes del mundo del terror, dinosaurios y Cthulhu. Es una pena que las risas no sean tan grandes.
Jess Scheden de IGN dio al episodio una clasificación de 5,6 puntos sobre 10, declarando: "Casi nunca parece que haya suficiente espacio para que los escritores se aprovechen realmente de estas parodias de horror. El resultado es un montón de mordazas fáciles a nivel de superficie. Cada vez me pregunto más si la serie sería mejor pasar a un formato de una hora o, mejor aún, dedicar todo el especial a una historia".
"Treehouse of Horror XXIX" obtuvo una puntuación de 1,3 con una cuota de 6 y fue visto por 2.95 millones de espectadores, lo que convierte a "The Simpsons" en el programa de mayor audiencia de la noche de Fox.